# 214
214（二百十四、にひゃくじゅうよん）は自然数、また整数において、213の次で215の前の数である。

## 性質
- 214は合成数であり、約数は 1, 2, 107, 214 である。
  - 約数の和は324。
    - 約数の和が平方数になる12番目の数である。1つ前は210、次は217。

  - 約数の個数が3連続(213,214,215)で同じになる6番目の中央の数である。1つ前は202、次は218。
- 70番目の半素数である。1つ前は213、次は215。
- 各位の和が7になる17番目の数である。1つ前は205、次は223。
- 各位の積が8になる10番目の数である。1つ前は181、次は222。(オンライン整数列大辞典の数列 A199989)
- 214 = 32 + 32 + 142 = 32 + 62 + 132
  - 3つの平方数の和2通りで表せる52番目の数である。1つ前は213、次は217。(オンライン整数列大辞典の数列 A025322)
  - 214 = 32 + 62 + 132
    - 異なる3つの平方数の和1通りで表せる66番目の数である。1つ前は212、次は216。(オンライン整数列大辞典の数列 A025339)
- n = 2 のときの n と 7n を並べてできる数である。1つ前は17、次は321。(オンライン整数列大辞典の数列 A009441)
- n = 214 のとき n と n − 1 を並べた数を作ると素数になる。n と n − 1 を並べた数が素数になる27番目の数である。1つ前は210、次は238。(オンライン整数列大辞典の数列 A054211)

## その他 214 に関連すること
- 年始から数えて214日目は8月2日、閏年は8月1日。
- 第214代ローマ教皇はアレクサンデル6世である（在位：1492年8月11日～1503年8月18日）である。
- 漢和辞典のもととなった『康熙字典』の部首の数は214である。
- 自由の女神像がフランスからアメリカに寄贈されたときには、214個の部品に分けて運ばれた。
- プロ野球のシーズン安打数日本記録はマット・マートン（阪神タイガース）の214本である。